# Liste der Geotope im Landkreis Miesbach
Diese Liste enthält die Geotope des Oberbayerischen Landkreises Miesbach in Bayern.
Die Liste enthält die amtlichen Bezeichnungen für Namen und Nummern des Bayerischen Landesamt für Umwelt (LfU) sowie deren geographische Lage. Diese Liste ist möglicherweise unvollständig. Im Geotopkataster Bayern sind etwa 3.400 Geotope (Stand März 2020) erfasst. Das LfU sieht einige Geotope nicht für die Veröffentlichung im Internet geeignet. Einige Objekte sind zum Beispiel nicht gefahrlos zugänglich oder dürfen aus anderen Gründen nur eingeschränkt betreten werden.
| Name                                                            | Bild           | Geotop ID | Gemeinde / Lage             | Geologische Raumeinheit        | Beschreibung | Fläche m² / Ausdehnung m | Geologie                                                                                              | Aufschlussart                  | Wert               | Schutzstatus                                           | Bemerkung |
| --------------------------------------------------------------- | -------------- | --------- | --------------------------- | ------------------------------ | --- | ------------------------ | --- | ------------------------------ | ------------------ | ------------------------------------------------------ | --------- |
| Molasse-Aufschlüsse im Leitzach Tal                             |                | 182A002   | Fischbachau Position        | Paar-Isar-Region               | Aufgeschlossen ist ein Profil durch den Südflügel der Haushamer Mulde mit der Flözgruppe, Bausteinschichten und Tonmergelschichten. | 3000 500 × 6             | Typ: Schichtfolge, Tierische Fossilien, Pflanzliche Fossilien Art: Sandstein, Mergelstein, Braunkohle | Böschung                       | wertvoll           | FFH-Gebiet                                             |           |
| Molasse-Aufschlüsse im Sulzgraben                               |                | 182A003   | Miesbach Position           | Paar-Isar-Region               | Aufgeschlossen ist ein Profil durch den N-Flügel der Haushamer Mulde. Der Aufschluss ist teilweise verstürzt. | 18000 1200 × 15          | Typ: Schichtfolge, Tierische Fossilien, Pflanzliche Fossilien Art: Sandstein, Mergelstein, Braunkohle | Prallhang/Flussbett/Bachprofil | besonders wertvoll | Landschaftsschutzgebiet, FFH-Gebiet                    |           |
| Helvetikum-Aufschlüsse in der Breitenbach-Schlucht              |                | 182A004   | Schliersee Position         | Mangfallgebirge                | Das Profil zeigt Schrattenkalk, Gault-Sandstein und Seewer-Kalk. Auf der Westseite des Breitenbaches sind in der Sattelstruktur Drusbergschichten zu finden. | 2000 200 × 10            | Typ: Schichtfolge, Tierische Fossilien Art: Kalkstein, Sandstein                                      | Prallhang/Flussbett/Bachprofil | wertvoll           | Landschaftsschutzgebiet                                |           |
| Ehem. Steinbruch Kalkgraben                                     |                | 182A005   | Schliersee Position         | Paar-Isar-Region               | Hier liegt die Typlokalität der Kalkgraben-Formation im Flysch. Diese entspricht der früher Zementmergelserie genannten Gesteinsabfolge. Der ehemalige Steinbruch ist Privatgelände und bebaut. | 800 40 × 20              | Typ: Typlokalität, Sedimentstrukturen Art: Kalkstein                                                  | Steinbruch                     | wertvoll           | kein Schutzgebiet                                      |           |
| Molasse-Aufschluss im Schmerold-Graben                          |                | 182A007   | Gmund am Tegernsee Position | Paar-Isar-Region               | Im schlecht aufgeschlossenen Profil ist v. a. Untere Süßwassermolasse zu erkennen (Tieferes Chatt und Rupel der Haushammer Mulde). | 6500 650 × 10            | Typ: Schichtfolge Art: Sandstein, Mergelstein, Braunkohle                                             | Prallhang/Flussbett/Bachprofil | wertvoll           | FFH-Gebiet                                             |           |
| Aufgelassener Steinbruch Schärfen                               |                | 182A009   | Kreuth Position             | Mangfallgebirge                | Im ehemaligen Steinbruch steht eine steilstehende Abfolge von Kalksteinen des alpinen Muschelkalks zu Partnachschichten und -mergeln an. Im Alpinen Muschelkalk sind deutliche Sedimentstrukturen (Wurstelbänke) zu erkennen, die in Ausprägung und Ausdehnung im bayerischen Alpenraum einmalig sind. Ebenso aufgeschlossen sind dünne Lagen von Pietra Verde. Die Partnachschichten sind durch eine Störung abgegrenzt. Das Gelände wird als Lagerplatz für Baumaterial und Maschinen genutzt. | 7200 180 × 40            | Typ: Sedimentstrukturen, Schichtfolge Art: Kalkstein, Tonstein                                        | Steinbruch                     | besonders wertvoll | Naturdenkmal                                           |           |
| Pechkohlenaufschluss am Gschwendtner Bach                       |                | 182A011   | Hausham Position            | Paar-Isar-Region               | Am Prallhang und im Bachbett des Gschwendtner Baches ist ein ca. 0,5 m mächtiges Kohleflöz aufgeschlossen. | 50 10 × 5                | Typ: Schichtfolge, Pflanzliche Fossilien, Tierische Fossilien Art: Braunkohle, Sandstein              | Prallhang/Flussbett/Bachprofil | wertvoll           | Landschaftsschutzgebiet                                |           |
| Ehem. Kalktuffbrüche Maxlmühle NW von Weyarn                    |                | 182A012   | Valley Position             | Paar-Isar-Region               | Die Kalktufflager im Mangfalltal bei der Maxlmühle wurden bereits von Flurl (1792) erwähnt. | 200 20 × 10              | Typ: Tierische Fossilien, Pflanzliche Fossilien, Gesteinsart Art: Kalktuff                            | Steinbruch                     | bedeutend          | FFH-Gebiet                                             |           |
| Flysch-Aufschluss N von Bad Wiessee                             |                | 182A013   | Bad Wiessee Position        | Isar-Loisach-Jungmoränenregion | Am Straßenaufschluss am nördlichen Ortsausgang von Bad Wiessee ist der Reiselsberger Sandstein besonders gut zugänglich. Auf der gegenüberliegenden Straßenseite befindet sich ein Parkplatz. Vorsicht: Stark befahrene Straße, der Aufschluss liegt in einer Kurve. Der Aufschluss ist vom Gehweg durch eine Betonabsperrung und einen Maschendrahtzaun getrennt. | 200 40 × 5               | Typ: Gesteinsart Art: Sandstein                                                                       | Böschung                       | wertvoll           | Landschaftsschutzgebiet                                |           |
| Aufgelassener Steinbruch Schönet                                |                | 182A014   | Kreuth Position             | Mangfallgebirge                | Im Steinbruch Schönet wurde früher (bis 1954) Tegernseer Marmor abgebaut. Der Bruch ist noch gut erhalten, aber stark zugewachsen. | 5000 100 × 50            | Typ: Gesteinsart Art: Kalkstein                                                                       | Steinbruch                     | bedeutend          | Landschaftsschutzgebiet                                |           |
| Trias/Jura-Grenze im Steinbruch Ankerstube SE von Rottach-Egern |                | 182A015   | Rottach-Egern               | Mangfallgebirge                | Grenze Trias-Lias (Oberrhätkalk – Adneter Kalk) und unterste Bänke der Rotkalke. Das Profil wurde von der Jura-Subkommission als Standardprofil zur Grenzziehung Trias-Jura erwogen. | 7800 130 × 60            | Typ: Standard-/Referenzprofil, Tierische Fossilien Art: Kalkstein                                     | Steinbruch                     | besonders wertvoll | Landschaftsschutzgebiet, FFH-Gebiet, Vogelschutzgebiet |           |
| Rotwand mit Rotwandkalken                                       |                | 182A016   | Bayrischzell Position       | Mangfallgebirge                | Beispielhaft aufgeschlossene und gut einsehbare Schichtfolge am Rotwand-Südhang. Typlokalität der Rotwandschichten, Chiemgau-Formation mit steil aufgestellten Kieselkalken der Rotwandköpfe. | 350000 1000 × 350        | Typ: Typlokalität Art: Kalkstein                                                                      | Felshang/Felskuppe             | wertvoll           | Landschaftsschutzgebiet, FFH-Gebiet, Vogelschutzgebiet |           |
| Präwürmzeitliche Nagelfluh am Söllbach SW von Bad Wiessee       |                | 182A017   | Bad Wiessee Position        | Mangfallgebirge                | Sedimente älterer Eiszeiten sind innerhalb des Verbreitungsgebiets der würmzeitlichen Vergletscherung selten, da sie meist von den jüngeren Gletschern mitgenommen und aufgearbeitet wurden. Im Söllbachtal unterhalb der Scheibenaualm werden die beiderseitigen Hänge von mächtigen Nagelfluhen aufgebaut. Besonders eindrucksvoll sind die Sedimente gegenüber dem Wasserwerk aufgeschlossen. |                          | Typ: Schichtfolge, Gesteinsart Art: Konglomerat                                                       | Prallhang/Flussbett/Bachprofil | wertvoll           | Landschaftsschutzgebiet                                |           |
| Felsturm und Fossilien des Blankensteins SSE von Rottach-Egern  |                | 182A018   | Rottach-Egern Position      | Mangfallgebirge                | Die markanten (Kletter-)Felsen des Blankensteins werden aus Oberrhätkalk aufgebaut. Die Schichtfolge ist hier senkrecht (saiger) aufgerichtet. Im liegenden Teil – zu der mergeligen und tonig-rutschig verwitternden Kössen-Formation am Blankensteinsattel hin – finden sich im Fels und in Lesesteinen reichlich Korallen. Der Blankenstein liegt auf der Etappe Sutten – Kreuth des Wanderwegs Via Alpina. Mit den geringsten Höhenunterschieden (zu Fuß) ist er von der Bergstation der Wallbergbahn auf dem Alpenlehrpfad zu erreichen. | 80000 500 × 160          | Typ: Tierische Fossilien, Felsturm/-nadel Art: Kalkstein, Mergelstein                                 | Hanganriss/Felswand            | wertvoll           | FFH-Gebiet, Vogelschutzgebiet                          |           |
| Schaubergwerk (in Erschließung) Deisenrieder Wetterstollen      |                | 182G002   | Fischbachau Position        | Inn-Chiemsee-Jungmoränenregion | Der Deisenrieder Wetterstollen wurde 1953 zur Bewetterung der Haushamer Kohlegrube in Angriff genommen. 1956 erfolgte der Durchschlag vom Deisenrieder Stollen zur 3. Sohle der Grube Hausham und im darauffolgenden Jahr wurde der Ventilator in Betrieb genommen. Er führte die Luft aus dem Stollen ab und saugte dadurch Frischluft über den 12 km entfernten Fahrschacht bei Hausham durch das Grubengebäude. Mit Einstellung des Haushamer Kohlebergbaus und nach Demontagearbeiten fuhr die letzte Schicht im Oktober 1966 über den Stollen aus. Er wurde bis 1977 teilverfüllt und verschlossen. Seit 2006 wird er wiederaufgewältigt, um der Öffentlichkeit zukünftig in einem Schaubergwerk den Zugang zu ermöglichen. Der Stollen durchquert 44 m Quartär, dann 21 m marine Baustein-Schichten des Oligozän aus Sandsteinen und Konglomeraten. Danach folgen limnische, brackische und marine Ablagerungen von Sandsteinen und Tonmergeln. Bei 290 m Stollenlänge ist das 80 cm dicke Flöz Kleinkohl aufgeschlossen. | 2400 800 × 3             | Typ: Stollen Art: Braunkohle                                                                          | Tunnel/Stollen/Schacht         | wertvoll           | kein Schutzgebiet                                      |           |
| Schwefelwasserquelle des Stinkergrabens SW von Bad Wiessee      |                | 182Q001   | Bad Wiessee Position        | Mangfallgebirge                | Der Stinkergraben hat seinen Namen von dem Geruch nach Schwefelwasserstoff, der auf dem Wanderweg durch das Tal immer wieder in die Nase sticht. Folgt man dem Bachlauf aufwärts auf der Suche nach der Quelle, dann fällt auf, dass Schwefelwasserstoff offenbar immer dort freigesetzt wird, wo das Bachwasser über Gefällstufen sprudelt und hellweißliche Biofilme Steine oder Astwerk überziehen. Die auffälligen Biofilme sind Lebensgemeinschaften verschiedener Mikroorganismen. Sie bilden teils lange Fäden (Filamente, Streamer) aus und dürften – wie andernorts – überwiegend aus Schwefelwasserstoff oxidierenden Bakterien bestehen. Das Quellwasser hat hohe Sulfat-, Schwefelwasserstoff- und Strontiumgehalte. Der Schwefelwasserstoffgehalt des Quellwassers entstammt der anaeroben bakteriellen Reduktion von Sulfat. Das Sulfat kommt aus dem Gips der Raibl-Formation, den Gümbel (1861) nahe der Quelle entdeckt hatte und in einem Versuchsbau unter mächtigem Hangschutt aufschürfen ließ. Die Schwefelwasserquelle mit einer verfallenen Holzfassung findet sich auf 1.100 m dort unterhalb des Wanderwegs, wo im Weg ein steingefüllter Kasten liegt.                              | 400 200× 2               | Typ: Mineralquelle Art: Gips, Mergelstein, Rauhwacke                                                  | sonstiger Aufschluss           | besonders wertvoll | Landschaftsschutzgebiet                                |           |
| Mäander der Roten Valepp                                        | weitere Bilder | 182R001   | Schliersee Position         | Mangfallgebirge                | Schön ausgebildete Mäeander in den postglazialen Schottern der Talsohle zeigen den ungestörten Flusslauf der Roten Valepp. | 100000 500 × 200         | Typ: Mäander Art: Kies                                                                                | kein Aufschluss                | bedeutend          | Landschaftsschutzgebiet, FFH-Gebiet, Vogelschutzgebiet |           |
| Rottachfall                                                     |                | 182R002   | Rottach-Egern Position      | Mangfallgebirge                | Über fünf eng beieinander liegenden Steilstufen mit Wasserfällen im Plattenkalkzug fällt die Rottach gen Rottach-Egern östlich des Wallbergs. | 480 80 × 6               | Typ: Wasserfall Art: Kalkstein                                                                        | Prallhang/Flussbett/Bachprofil | bedeutend          | Landschaftsschutzgebiet                                |           |
| Aiplspitz mit Karen                                             | weitere Bilder | 182R003   | Fischbachau Position        | Mangfallgebirge                | Im Osten und Norden der Aiplspitz liegen mehrere Kare mit Almen. | 3000000 3000 × 1000      | Typ: Karling, Kar Art: Kalkstein                                                                      | Hanganriss/Felswand            | wertvoll           | Landschaftsbestandteil, FFH-Gebiet, Vogelschutzgebiet  |           |
| Findling Fuchsstein                                             |                | 182R004   | Fischbachau Position        | Mangfallgebirge                | Der 5 bis 6 m hohe Kalkfindling ist auf der höchsten Seitenmoräne des Leitzach-Gletschers gelagert. | 25 5 × 5                 | Typ: Findling Art: Kalkstein                                                                          | Block                          | bedeutend          | Naturdenkmal                                           |           |
| Felstor Breitensteiner Fensterl                                 | weitere Bilder | 182R005   | Fischbachau Position        | Mangfallgebirge                | Die einzelne Klippe im Wettersteinkalk trägt ein Gipfelkreuz. | 225 15 × 15              | Typ: Felsturm/-nadel, Karst-Halbh./Naturbrücke Art: Kalkstein                                         | Hanganriss/Felswand            | bedeutend          | Naturdenkmal                                           |           |
| Gletscherschliff am Hammer Felsriegel                           |                | 182R007   | Fischbachau Position        | Mangfallgebirge                | Der Gletscherschliff wurde durch den Kiesabbau freigelegt. | 6 6 × 1                  | Typ: Gletscherschliff, Gesteinsart Art: Kalkstein                                                     | Hanganriss/Felswand            | wertvoll           | kein Schutzgebiet                                      |           |
| Schmelzwassertal Teufelsgraben SW von Holzkirchen               | weitere Bilder | 182R010   | Holzkirchen Position        | Paar-Isar-Region               | Der Teufelsgraben ist eine eindrucksvolle wümglaziale Schmelzwasserrinne des Tölzer Gletscherlobus. An den Hängen findet man vielfältige Aufschlüsse, z. B. von Mindel-eiszeitlicher Schotternagelfluh. | 1200000 4000 × 300       | Typ: Schmelzwassertal Art: Schotter, Konglomerat                                                      | kein Aufschluss                | wertvoll           | kein Schutzgebiet                                      |           |
| Röthensteinkar mit Karsee                                       |                | 182R011   | Rottach-Egern Position      | Mangfallgebirge                | Für die Region typisches kleines Kar mit See, dessen Anlage durch die Ausräumung der weicheren Kössener Schichten erleichtert wurde. | 200000 1000 × 200        | Typ: Kar Art: Mergelstein                                                                             | Hanganriss/Felswand            | bedeutend          | FFH-Gebiet, Vogelschutzgebiet                          |           |
| Buckelwiesen im Kloo-Ascher-Tal                                 |                | 182R012   | Bayrischzell Position       | Mangfallgebirge                | Buckelwiesen stellen eine geomorphologische Besonderheit des Alpenraumes dar: die Oberfläche von wasserdurchlässigen Kalksteinböden mit geringmächtiger, nährstoffarmer Humusauflage wurde durch Frostpressung und Lösungsverwitterung wellig (buckelig) geformt. Die Wiesen sind heute teilweise melioriert. Die gesamte Fläche wird durch das Bayer. Vertragsnaturschutzprogramm gefördert. | 24000 300 × 80           | Typ: Buckelwiese Art: Schotter                                                                        | kein Aufschluss                | wertvoll           | Landschaftsschutzgebiet, FFH-Gebiet, Vogelschutzgebiet |           |
| Rutschung Schneid W von Bayrischzell                            |                | 182R013   | Bayrischzell Position       | Mangfallgebirge                | Nördlich der Schneid liegt eine sehr ausgeprägte und tief eingeschnittene Erosionsscharte. Der unterhalb anschließende Sturzkegel reicht bis ins Leitzachtal. | 300000 1000× 300         | Typ: Rutschung Art: Dolomitstein                                                                      | Hanganriss/Felswand            | wertvoll           | Landschaftsschutzgebiet, Vogelschutzgebiet             |           |
| Donnerlöcher am Stümpfling                                      |                | 182R014   | Schliersee Position         | Mangfallgebirge                | Eine große Platte aus Rätkalken ist hier aufgrund von Kriechbewegungen in den unterlagernden Kössener Schichten zerbrochen. Dabei sind teilweise hausgroße Blöcke entstanden. Eine Vielzahl schrägstehender und umgefallener Bäume zeigt an, dass die Bewegungen andauern. | 125000 500× 250          | Typ: Rutschung Art: Kalkstein                                                                         | Block                          | wertvoll           | Landschaftsschutzgebiet                                |           |
| Bergsturzablagerung Märchenwald bei Aurach                      | weitere Bilder | 182R015   | Fischbachau Position        | Mangfallgebirge                | Der so genannte Märchenwald ist das Ablagerungsgebiet eines postglazialen, aber wohl prähistorischen Bergsturzes von Auracher Köpferl. Ein Großteil der Sturzmassen wird von einem Wall umgrenzt. Innerhalb des Walls findet man eine reizvolle Blocklandschaft mit bis zu 15 m hohen Sturzhügeln und moorigen Senken. Die Hügel bestehen überwiegend aus Raibler Kalken. | 500000 1000 × 500        | Typ: Bergsturz Art: Dolomitstein                                                                      | Block                          | wertvoll           | kein Schutzgebiet                                      |           |
| Taubenstein                                                     |                | 182R016   | Schliersee Position         | Mangfallgebirge                | Karbonat-Riff in den Kössener Schichten. Riffbildner in Lebensstellung. Massige Fazies mit Übergang zu gebankter Fazies. | 25000 250 × 100          | Typ: Felskuppe, Gesteinsart, Tierische Fossilien, Sedimentstrukturen Art: Kalkstein                   | Felshang/Felskuppe             | wertvoll           | Vogelschutzgebiet                                      |           |
| Ruchenköpfe                                                     | weitere Bilder | 182R017   | Bayrischzell Position       | Mangfallgebirge                | Massiger Oberrhätkalk mit Roten Lias-Basiskalken (Adneter Kalk). Verschuppung/Aufschiebung und extreme Faltung zu einer Mulde ist beispielhaft zu sehen. | 400000 800 × 500         | Typ: Felswand/-hang, Schichtfolge, Falte/Mulde/Sattel, Störung Art: Kalkstein                         | Felshang/Felskuppe             | wertvoll           | Landschaftsschutzgebiet, FFH-Gebiet, Vogelschutzgebiet |           |
| Moränen im Schinderkar                                          |                | 182R018   | Rottach-Egern Position      | Mangfallgebirge                | Kar des spätglazialen Schinder-Gletschers mit hervorragend ausgebildeten Seiten- und Endmoränen eines Rückzugstadiums. | 400000 1000 × 400        | Typ: End-(Wall-)Moräne Art: Schotter                                                                  | kein Aufschluss                | bedeutend          | FFH-Gebiet, Vogelschutzgebiet                          |           |
| Hochmiesing mit Bergzerreissung                                 |                | 182R019   | Bayrischzell Position       | Mangfallgebirge                | Gleitmasse am Südhang des Hochmiesing. Im Gratbereich deutliche Nackentälchen. An der Bergflanke schichtparalleles Ausbauchen und Knicken der bewegten Bänke. | 120000 400 × 300         | Typ: Rutschung Art: Kalkstein                                                                         | Hanganriss/Felswand            | wertvoll           | Landschaftsschutzgebiet, FFH-Gebiet, Vogelschutzgebiet |           |
| Schöne Gumpen des Pfanngrabens                                  |                | 182R020   | Schliersee Position         | Mangfallgebirge                | In die teilweise tief eingeschnittene Schlucht des Pfanngrabens wurden durch das fließende Wasser große Kolke eingehöhlt. | 25000 500 × 50           | Typ: Kolk, Schlucht, Bach-/Flusslauf Art: Dolomitstein                                                | Prallhang/Flussbett/Bachprofil | bedeutend          | Landschaftsschutzgebiet, FFH-Gebiet, Vogelschutzgebiet |           |
| Mure an der Grundalm                                            |                | 182R021   | Bayrischzell Position       | Mangfallgebirge                | Murkanal, Murkegel mit vier verschiedenen Teilfächern (historisch – rezent) in beispielhafter Ausbildung. | 12000 200 × 60           | Typ: Schwemmfächer, Rutschung Art: Schotter                                                           | sonstiger Aufschluss           | wertvoll           | Landschaftsschutzgebiet, FFH-Gebiet, Vogelschutzgebiet |           |
| Mangfallknie NW von Westerham                                   |                | 182R022   | Valley Position             | Paar-Isar-Region               | Das Mangfallknie mit dem Unteren Teufelsgraben im Westen und dem Beginn des Grub-Harthausener Trockentals im Norden erschließt in eindrucksvoller Weise die spätglaziale Flussgeschichte im Randbereich des Inngletschers. Zunächst erfolgte die Entwässerung nach Norden durch das heute trockene Grub-Harthausener Schmelzwassertal (Ur-Mangfall). Nach dem Zurückschmelzen der Gletscher wurde die Mangfall nach Südosten in Richtung des stärkeren Gefälles abgelenkt. In der Folge schnitt sie sich schluchtartig ein. Der Teufelsgraben mündet im Mangfallknie in diese Schlucht. Er stellt die ehemalige Entwässerungsrinne des Tölzer Lobus des Isar-Gletschers dar. Die beste Aussicht über die Situation des Mangfallknies bietet sich vom Bahnübergang unterhalb von Grub. Weitere markante Objekte sind die Rohrbrücke der alten Münchner Wasserversorgung und ein Aufschluss am Ufer der Mangfall östlich der Brücke bei Grubmühle, der zeigt, dass sich die Mangfall bis zu den Molassesedimenten unterhalb der quartären Schotter eingeschnitten hat. | 4860000 2700 × 1800      | Typ: Schmelzwassertal, Bach-/Flusslauf, Terrasse, End-(Wall-)Moräne Art: Moräne, Kies, Schotter       | Prallhang/Flussbett/Bachprofil | wertvoll           | FFH-Gebiet                                             |           |
| Marienstollen und ehem. Steinbruch des Zementwerkes Marienstein |                | 182A001   | Waakirchen Position         | Isar-Loisach-Jungmoränenregion | 1835 wurden beim heutigen Marienstein Zementmergel aufgefunden und 1850 wurde ein Zementwerk eröffnet. Aus dem Barbarastollen wurde Pechkohle zum Eigenbedarf des Werks gefördert. 1885 wurde der Marienstollen angefahren, aus dem Zementstein gefördert wurde. Es handelte sich um sog. Stinksteine, bituminöse Mergel- und Kalkmergelsteine aus der Molasse. Später wurden aus dem schließlich 2.000 m langen Stollen Zementmergel – Mergelsteine des Helvetikums – gewonnen. Zuletzt gewann das Zementwerk seinen Rohstoff aus einem großen Steinbruch an der Bacheralm – 700 m südlich des Eingangs des Marienstollens. Dort wurden Mergelsteine der ultrahelvetischen Buntmergel-Serie abgebaut. Südlich des alten Werksgeländes ist heute noch das verschlossene und angewitterte Eingangsportal des Marienstollens zu finden. Das geologische Profil des Stollens ist als Beilage den Erläuterungen zur Geologischen Karte beigegeben. Oben im rekultivierten Steinbruch sind nur noch an einer Stelle die Mergelsteine der Buntmergel-Serie aufgeschlossen. | 6000 2000 × 3            | Typ: Gesteinsart, Stollen Art: Mergelstein                                                            | Tunnel/Stollen/Schacht         | bedeutend          | Landschaftsschutzgebiet                                |           |
| Kössener Kalke nördlich der Kothalm ESE von Fischbachau         |                | 182A008   | Fischbachau Position        | Mangfallgebirge                | Der Wanderweg von der Kesselalm zur Kothalm verläuft am Westhang des Schweinsbergs in fossilreichen Kössener Kalken. In einem Graben – direkt dort, wo der Weg in den Wald eintritt – finden sich oberhalb und unterhalb des Wegs Kalke und Mergelkalke mit Resten von Muscheln, Austern, Korallen und Seelilien. Die hellen Felswände weiter oberhalb bestehen aus Oberrhätkalk, der schüsselförmig den Top des Schweinsbergs bildet. | 30 15 × 2                | Typ: Tierische Fossilien, Schichtfolge Art: Kalkstein, Kalkmergelstein                                | Prallhang/Flussbett/Bachprofil | wertvoll           | kein Schutzgebiet                                      |           |
| Mindelzeitliche Nagelfluh E von Pelletsmühl                     |                | 182A010   | Holzkirchen Position        | Isar-Loisach-Jungmoränenregion | An der Straße, die von der B13 hinunter nach Pelletsmühl führt, steht Nagelfluh an. Sie wird als mindelzeitlich eingestuft. In der Nagelfluh sind durch Auswitterung der Geröllkomponente Halbhöhlen entstanden. | 3600 120 × 30            | Typ: Gesteinsart Art: Konglomerat                                                                     | Hanganriss/Felswand            | bedeutend          | kein Schutzgebiet                                      |           |
| Tonmergel-Schichten an der Leitzach S von Drachenthal           |                | 182A019   | Fischbachau Position        | Paar-Isar-Region               | Etwa 80 m östlich der neuen Brücke über die Leitzach und von ihr aus sichtbar stehen am Prallhang der Leitzach und im Flussbett unteroligozäne Tonmergel-Schichten an. Sie enthalten große und dickschalige Mollusken, die aber beim Austrocknen schnell zerfallen. Wo im Sommer 2018 am Ufer die anstehenden Tonmergel-Schichten freigespült waren (Abb. 2), befand sich ein Jahr später eine wilde Rutschung (Abb. 4) – vermutlich nicht durch Fossiliensammler ausgelöst, wie zuerst befürchtet wurde, sondern durch das Frühjahrshochwasser. Unmittelbar südöstlich davon liegt der, im unteren Teil heute völlig überwachsene Hangbereich, aus dem Pflaumann & Stephan an der frischen Rutschung noch eine reiche Fauna geborgen haben. Der Abrutsch wird schon von Gümbel (1875) erwähnt. Die Abrisskante oben am Hang zeigt Nagelfluh und Schottermoräne über Tonmergel-Schichten. | 3500 70 × 50             | Typ: Tierische Fossilien Art: Moräne, Konglomerat, Tonmergelstein                                     | Prallhang/Flussbett/Bachprofil | wertvoll           | FFH-Gebiet                                             |           |
| Pechkohleflöze am Leitzachtalhang SSE von Drachenthal           |                | 182A020   | Fischbachau Position        | Paar-Isar-Region               | An einem neuen Forstweg am Talhang der Leitzach sind derzeit (2018) überkippt gelagert mehrere Pechkohleflöze der Brackwassermolasse hervorragend aufgeschlossen. Die Kohle ist Sand- und Mergelsteinen mit Muschelschill zwischengelagert. Gümbel hat hier in seiner Karte von 1875 das Flötz No. 2 eingezeichnet. Weiter wegauf stehen Kalktuffe und würmzeitliche Nagelfluh und Schottermoräne an. | 240 120 × 2              | Typ: Gesteinsart, Schichtfolge Art: Braunkohle, Sandstein, Mergelstein                                | Hanganriss/Felswand            | wertvoll           | FFH-Gebiet                                             |           |
| Aufschlüsse im Rohnbachtal WSW von Wörnsmühl                    |                | 182A021   | Fischbachau Position        | Paar-Isar-Region               | Im Rohnbachtal sind die kohleführenden Formationen des Oligozäns im Südflügel der Haushamer Mulde gut zugänglich aufgeschlossen. Die Schichten sind überkippt gelagert. Den Rohnbach aufwärts werden Schichten vom Jüngeren zum Älteren durchquert. In den Erläuterungen zur Geologische Karte sind die Aufschlüsse im Rohnbachtal beschrieben (S. 253). Von der Mündung des Rohnbachs in die Leitzach aufwärts folgen auf Sandstein- und Kalkmergelsteinbänke im Wechsel fossilführende brackische und limnische Horizonte mit Pechkohleflözen. Die Flöze sind nicht augenfällig, Pechkohlestückchen finden sich aber im Bach. Etwa 500 m vom Talanfang sind am südlichen Talhang schöne bemooste Kalktuffkaskaden ausgebildet. Hinter einem Gebäude am Weg ist ein alter Zementsteinbruch. Am Objektpunkt zeigt sich ein ca. 20 cm starkes Pechkohleflöz direkt am Bach. 90 m am Bach aufwärts stehen nordseitig Staubeckensedimente – feingeschichtete Schluffe – an. Weitere 300 m aufwärts nahe der dritten Furt der Karte soll das Flöz Großkohl im Bach und in einem Seitengraben anstehen. Es finden sich aber auch hier nur Pechkohlestückchen im Bachbett.                                           | 40000 2000 × 20          | Typ: Schichtfolge, Gesteinsart Art: Braunkohle, Kalkmergelstein, Sandstein                            | Prallhang/Flussbett/Bachprofil | wertvoll           | kein Schutzgebiet                                      |           |
| Nagelfluh über Molasse am Moosbach SE von Valley                |                | 182A022   | Weyarn Position             | Inn-Chiemsee-Jungmoränenregion | Nur weglos über Rutschgelände erreichbar sind östlich der Mündung des Moosbachs in die Mangfall sandige Mergel der Oberen Süßwassermolasse unter mindelzeitlicher Nagelfluh aufgeschlossen. Die Nagelfluh bildet beeindruckend hohe Wände, aus denen die Kiese herauswittern und Schutthänge am Wandfuß bilden. Nur ganz im Osten haben die Kiese die unterlagernden Mergel der OSM noch nicht überdeckt bzw. hält der Prallhang des Moosbachs den Aufschluss frei. Die wasserstauenden und weich verwitternden Mergel sind auch der Anlass für das Abrutschen von Blöcken der auflagernden Nagelfluh entlang der gesamten Wand in Richtung Westen. In einer derart freigelegten Wand oberhalb von großen Sturzblöcken sind in der Nagelfluh freigelegte Verwitterungsschlotten, ähnlich geologischen Orgeln, zu erkennen. Vorsicht, von den steilen und überhängenden Wänden fernbleiben – Steinschlaggefahr! | 3000 150 × 20            | Typ: Schichtfolge Art: Konglomerat, Tonmergel                                                         | Hanganriss/Felswand            | bedeutend          | FFH-Gebiet                                             |           |
| Molasse des Köcker Grabens W von Au b. Bad Aibling              |                | 182A023   | Irschenberg Position        | Inn-Chiemsee-Jungmoränenregion | Im Köcker Graben ist ein Profil durch die Haupt-Cyrenen-Schichten der Unteren Brackwassermolasse aufgeschlossen. Die Wechselfolge von Mergelsteinen mit Sandsteinen enthält Pechkohleflöze. | 10000 500 × 20           | Typ: Schichtfolge Art: Mergelstein, Sandstein, Braunkohle                                             | Prallhang/Flussbett/Bachprofil | bedeutend          | kein Schutzgebiet                                      |           |
| Molasse des Kaltenbachgrabens ENE von Miesbach                  |                | 182A024   | Irschenberg Position        | Inn-Chiemsee-Jungmoränenregion | Gümbel schreibt 1875 von dem ungemein unwegsamen Kaltenbach, der den bei weitem besten und ergiebigsten Aufschluss in diesen Schichten bietet – gemeint ist die Obere Meeresmolasse. So unwegsam ist der Kaltenbachgraben nicht (mehr) – eher seine Nebengräben –, aber seine Bedeutung als wichtiger Aufschluss in der Oberen Meeresmolasse hat er durch weitere Bearbeitungen – vor allem durch Hölzl 1958 – behalten. Die Obere Meeresmolasse beginnt etwa 200 m bachab vom Objektpunkt als eine Wechselfolge von Mergeln und Sanden mit reichhaltiger Fauna. Nicht weit den nach SW abzweigenden Graben von Objektpunkt aus hoch finden sich auch Fossilien (Abb. 1). Diese entstammen aber den Haupt-Cyrenen-Schichten der Unteren Brackwassermolasse jenseits einer Überschiebung. Und bachauf vom Objektpunkt stehen graue Mergel der Unteren Meeresmolasse an (Abb. 2), aus denen auch ein fossilreiches Geröll (Abb. 3) im Bach stammen könnte. Kalkabscheidende Quellwässer haben hier in der Nähe schöne Blattabdrücke im Kalktuff hinterlassen (Abb. 4). | 60000 2000 × 30          | Typ: Schichtfolge, Tierische Fossilien, Pflanzliche Fossilien Art: Kalktuff, Mergel, Sand             | Prallhang/Flussbett/Bachprofil | wertvoll           | kein Schutzgebiet                                      |           |
| Schurfstollen am Klammstein SE von Spitzingsee                  |                | 182G003   | Schliersee Position         | Mangfallgebirge                | Unter der Felsmauer des Klammsteins befindet sich im Nordwesten ein nur wenige Meter tiefer Schürfstollen in dunkelroten Knollenkalksteinen der Adnet-Formation. An den Stollenwänden finden sich Schrämmspuren. Was der Anlass für den vermutlichen Bergbauversuch war, ist heute unbekannt. Vielleicht hat die rote Gesteinsfarbe Eisenerz erwarten lassen. | 10 5 × 2                 | Typ: Stollen Art: Kalkstein                                                                           | Tunnel/Stollen/Schacht         | wertvoll           | Landschaftsschutzgebiet, FFH-Gebiet, Vogelschutzgebiet |           |
| Quelle des Quirinus-Öls in Bad Wiessee                          |                | 182G004   | Bad Wiessee Position        | Mangfallgebirge                | Im Jahre 1441 wurde auf dem Tegernsee ein Streifen von schwimmenden Erdöl entdeckt. Er ließ sich zu einer Quelle oberhalb des Hofs Rohbogen verfolgen. Dort trat ein Erdöl aus, das in der Folge über Jahrhunderte vom Kloster Tegernsee in Flaschen abgefüllt und als heilsames Quirinusöl vertrieben wurde. An der Stelle des Quellaustritts wurde die Quirinskapelle errichtet. Aus anderen Quelllöchern wurde das Öl von Einheimischen abgeschöpft und als Heizöl und Schmieröl genutzt. Heute tritt hier kein Öl mehr aus, denn 1838-1840 versuchte der bayerische Staat in Schächten und Stollen das Erdöl zu gewinnen und ab 1882 wurde hier erstmals in Bayern nach Erdöl gebohrt. Die zahlreich niedergebrachten Bohrungen des ersten Erdölbooms in Bayern ließen die Quelle versiegen. Im Graben unterhalb der Kapelle sind zwar glänzende Filme auf Quellwasser zu finden, aber von Eisen und nicht von Erdöl. Lediglich auf dem Tegernsee unterhalb finden sich gelegentlich kleine Ölfilme, die von austretendem Erdöl stammen. Nach den Bohrergebnissen kommt das Erdöl aus dem Überschiebungsbereich Flysch/Helvetikum, das Muttergestein könnte aber auch in der überschobenen Molasse liegen. | 25 5 × 5                 | Typ: Schacht Art: ohne Angabe                                                                         | kein Aufschluss                | bedeutend          | Landschaftsschutzgebiet                                |           |
| Förderturm des Klenzeschachts der Kohlegrube Hausham            |                | 182G005   | Hausham Position            | Paar-Isar-Region               | Der Kohlebergbau im Revier Hausham begann um 1860 und endete mit der Stilllegung 1966. Der 1934/35 erbaute und unter Denkmalschutz stehende Förderturm über dem ehemaligen Klenzeschacht ist ein Relikt der 105-jährigen Bergbaugeschichte. | 900 30 × 30              | Typ: Schacht Art: Braunkohle                                                                          | Tunnel/Stollen/Schacht         | wertvoll           | Denkmalschutz, Landschaftsschutzgebiet                 |           |
| Quelltöpfe an der Leitzach S von Osterhofen                     |                | 182Q002   | Bayrischzell Position       | Mangfallgebirge                | Am Fuße des Seebergs tritt in Anschluss an Hangschuttkegel Grundwasser aus. Die geologische Karte weist hier ein anmooriges Gebiet mit spätwürmzeitlichen bis holozänen Beckenschluffen und -tonen aus. Die Quellsituation ist vielleicht am ehesten so zu erklären, dass Grundwasser vom Seeberg hier nicht wie andernorts vom Hangschutt direkt in die Talschotter übertreten kann, sondern auf den Beckenschluffen gestaut und zum Austritt gezwungen wird. Das Grundwasser tritt teilweise in Quellen, schön aber auch aufsteigend in Quelltümpeln aus. Die Fläche ist wertvolles Biotop mit seltenen Pflanzenarten. | 43750 250 × 175          | Typ: Schuttquelle Art: Torf, Ton, Schluff                                                             | kein Aufschluss                | bedeutend          | Landschaftsschutzgebiet                                |           |
| Kalktuffquellen im Mangfalltal SSE von Valley                   |                | 182Q003   | Valley Position             | Paar-Isar-Region               | Südsüdöstlich von Valley treten am westlichen Mangfalltalhang zahlreiche Quellen aus. Kalkreiches Wasser aus pleistozänen Schottern tritt auf stauenden Mergeln der Oberen Süßwassermolasse aus. Die Quellsituation hat zu weitflächigen Rutschungen geführt. Ausgefällter Kalk des Quellwassers hat Tuffterrassen aufgebaut und einen Quelltümpel aufgestaut. Durch das Quellgebiet führt die alte Münchener Wasserleitung. Die empfindlichen Tuffterrassen bitte nicht betreten! | 500 50 × 10              | Typ: Schichtquelle Art: Kalktuff                                                                      | Felshang/Felskuppe             | bedeutend          | FFH-Gebiet                                             |           |
| Dolinen und Ponore auf dem Breitenstein E von Fischbachau       |                | 182R023   | Fischbachau Position        | Mangfallgebirge                | Im Almgelände oben auf dem Breitenstein liegen etliche Dolinen, eine davon kreisrund und wassergefüllt. Der Almbauer erzählt davon, wie er vor Jahren bei der Arbeit ein ungewohntes Geräusch hört und dann feststellt, dass sich die Doline geleert hat. In der Öffnung am Dolinenboden soll in der Tiefe Wasser wie von einem Fluss gerauscht haben und von hineingeworfenen Steinen war kein Aufschlag zu hören. Das Loch wurde mit einem Stein verschlossen und abgedichtet, so dass sich wieder ein Teich zur Viehtränke aufstauen konnte. Die geologische Karte zeigt hier im steilstehenden Wettersteinkalk einen teils verschuppten Streifen von Raibl-Formation mit Sandsteinen, Kalken und Rauhwacken. Er erstreckt sich als Senke von W nach E bis hinter die Hubertushütte. Dort gibt es weitere kleine Dolinen und Schlucklöcher (Ponore). Ob Gipslösung in der Raibl-Formation bei der Hohlformbildung hier mitbeteiligt war oder ob sie rein auf Verkarstung von Kalkstein (in Raibl-Formation und Wettersteinkalk) zurückzuführen ist, kann nicht entschieden werden. W-E-Störungen werden aber die Wasserwegsamkeit vorbereitet haben.                                                        | 5600 280 × 20            | Typ: Dolinenfeld Art: Sandstein, Kalkstein                                                            | Doline/Erdfall                 | bedeutend          | kein Schutzgebiet                                      |           |
| Jenbach-Wasserfälle im Flysch S von Bad Feilnbach               |                | 182R024   | Fischbachau Position        | Mangfallgebirge                | Vom Wanderparkplatz Oberes Jenbachtal kann der Wasserfallsteig abwärts begangen werden (Rückweg aufwärts auf der Asphaltstraße). Die Begehung erfordert Trittsicherheit. Vorsicht – der Steig ist steinschlaggefährlich! Der Steig entlang des Jenbachs durchquert eine Wechselfolge von Kalkmergelsteinen und Kalksteinen der Kalkgraben-Formation. An einer harten Bank fällt der Jenbach-Wasserfall in die Tiefe. | 16000 400 × 40           | Typ: Wasserfall, Schichtfolge Art: Kalkmergelstein, Kalkstein                                         | Prallhang/Flussbett/Bachprofil | wertvoll           | kein Schutzgebiet                                      |           |
| Großdoline am Lahnenkopf SW von Schliersee                      |                | 182R025   | Schliersee Position         | Mangfallgebirge                | Am Lahnenkopf und weiter westlich an der Baumgartenschneid liegen die tiefsten Dolinen des bayerischen Alpenraums. Die Doline am Lahnenkopf ist weglos hangauf über die Almwiesen der Oberen Krainsberger Alm zu erreichen. Sie hat einen Durchmesser von 90 m und ist zur Talseite gemessen 20 m und zur Hangseite hin 80 m tief. Der Abstieg zum Dolinentiefsten den steilen Innenhang hinunter verlangt Trittsicherheit. In der Doline stehen steil Hauptdolomit und Plattenkalk an. Nach den Erläuterungen zur geologischen Karte ist in der Doline auch die Basis der Kössen-Formation mit schwarzen Mergeln aufgeschlossen. Dolinenbildung in diesem Ausmaß kann eigentlich nur auf Gipslösung in der Raibl-Formation zurückgeführt werden. Die tektonische Muldensituation am Lahnenkopf macht es plausibel, dass die weiter nördlich ausstreichende Raibl-Formation hier im tieferen Untergrund ansteht. | 9000 100 × 90            | Typ: Doline Art: Mergelstein, Kalkstein, Dolomitstein                                                 | Doline/Erdfall                 | wertvoll           | kein Schutzgebiet                                      |           |
| Wasserfall in Raibler Kalken am Lohbach SW von Rottach-Egern    |                | 182R026   | Kreuth Position             | Mangfallgebirge                | Nachdem wir … die Landstraße wieder gewonnen hatten, erreichten wir bald die mit einer besonderen Tafel bezeichnete Stelle, wo ein eigener Spazierpfad, von der Landstraße rechts ab, zu dem Wasserfall am Lohbache leitet, welchen wir nach einer Viertelstunde erreichten. Obgleich mehr Wasserarm als die übrigen Katarakte der Gegend gehört der Wasserfall am Lohbache dennoch unter die interessantesten und pittoreskesten, und jeder für hehre Naturschönheiten empfänglliche Fremde würde unrecht thun, ihn unbesucht zu lassen. So heißt es in einer Schrift aus dem Jahre 1832. In der ersten Hälfte des 19. Jahrhunderts noch Touristenziel und in der bayerischen Uraufnahme mit Zuweg eingezeichnet, ist der Wasserfall heute in Vergessenheit geraten, der Weg überwachsen. Nordseitig entlang des Lohbachs kann der Wasserfall aber noch erreicht werden. Das wenige Wasser des Lohbachs stürzt aus dem Kern einer senkrecht aufgestellten Falte von Raibler Kalk in die Tiefe. | 300 20 × 15              | Typ: Wasserfall, Gesteinsart, Lagerungsverhältnisse Art: Kalkstein                                    | Hanganriss/Felswand            | wertvoll           | Landschaftsschutzgebiet                                |           |
| Klippe von Nagelfluh SE von Valley                              |                | 182R027   | Weyarn Position             | Paar-Isar-Region               | Ein Loch im Digitalen Geländemodell machte auf diesen Nagelfluhblock aufmerksam. Er ist baumbestanden und wird mit den Wurzeln des Baumes noch am Hauptfels festgehalten. Er hat sich aber schon auf Meterbreite vom Hauptfels entfernt. Dieser Einschnitt ist das Loch im DGM. Sinter auf der Trennfläche zeigt, dass sich die Spalte schon vor langer Zeit geöffnet hatte. Eine moosfreie Randfläche unten am Grund der Spalte scheint dagegen ein Hinweis auf jüngere Öffnungsbewegungen zu sein, genauso wie es die gespannten Wurzeln oben sind. Früher oder später wird sich der Block ganz ablösen und zu Tal stürzen. Vorsicht an der Geländekante – Absturzgefahr! | 25 5 × 5                 | Typ: Felsblock Art: Konglomerat                                                                       | Felshang/Felskuppe             | bedeutend          | FFH-Gebiet                                             |           |
| Rückzugsmoränenkranz NW von Irschenberg                         |                | 182R028   | Irschenberg Position        | Inn-Chiemsee-Jungmoränenregion | Nordwestlich von Irschenberg liegen Moränenkränze der Rückzugsstadien am Westrand des Inngletschers. Die Landschaft zeigt Eiszerfallsformen. Am Schmalzberg ist im Digitalen Geländemodell (Abb. 4) ein temporäres Schmelzwassertal vor dem Moränenwall zu erkennen. | 3000000 2000 × 1500      | Typ: End-(Wall-)Moräne, Schmelzwassertal Art: Moräne                                                  | kein Aufschluss                | bedeutend          | kein Schutzgebiet                                      |           |
| Eiszerfallslandschaft an der Allgaukapelle E von Piesenkam      |                | 182R029   | Waakirchen Position         | Isar-Loisach-Jungmoränenregion | Die Allgaukapelle steht auf einer Rückzugsmoräne des würmzeitlichen Isargletschers. Sein Tölzer Lobus erstreckte sich mit seiner Maximalausdehnung noch 3 km weiter nach Osten bis an den Taubenberg. Hier, östlich von Piesenkam, zeigt das Digitale Geländemodell mehrere aufeinanderfolgende Moränenkränze. Bei größeren Reliefunterschieden, wie östlich der Kapelle, sind sie mit Wald bestanden. Westlich der Kapelle sind sie etwas aufgelöster als Grundmoränenlandschaft mit Eiszerfallsformen und können dann für die Landwirtschaft genutzt werden. | 700000 1000 × 700        | Typ: Eiszerfallslandschaft Art: Moräne                                                                | kein Aufschluss                | bedeutend          | Landschaftsschutzgebiet                                |           |
| Endmoränenwall des Isar-Loisach-Gletschers bei Großhartpenning  |                | 182R030   | Holzkirchen Position        | Paar-Isar-Region               | Bei Großhartpenning erstreckt sich der äußerste Endmoränenwall des Isar-Loisach-Gletschers (Tölzer Lobus) von WSW nach ENE. Von der Schotterebene davor aus gesehen ragt er fast 40 m empor. | 3150000 4500 × 700       | Typ: End-(Wall-)Moräne Art: Moräne                                                                    | kein Aufschluss                | wertvoll           | kein Schutzgebiet                                      |           |